# 黑冠八色鸫
黑冠八色鸫（学名：Erythropitta venusta）是八色鸫科红胸八色鸫属的一种，为印度尼西亚的特有种。全球活动范围约为71,500平方千米。该物种的保护状况被评为易危。
黑冠八色鸫的栖息地包括亚热带或热带的湿润低地林和亚热带或热带的湿润山地林。